# Богатенький Ричи
«Богатенький Ричи» (англ. Richie Rich, стилизовано как Ri¢hie Ri¢h) — американский художественный фильм 1994 года, снятый на основе серии одноимённых комиксов Альфреда Харви и Уорена Кремера. Последняя детская роль Маколея Калкина перед его паузой в кинокарьере, которая растянулась на 9 лет.

## Сюжет
Ричи Рич родился в семье богатых родителей, состояние которых оценивается в 70 000 000 000 долларов. У него есть всё, что может захотеть ребёнок, в том числе собственные американские горки, возможность кататься по городу на «Роллс-Ройсе» и собственный «Макдональдс» в отдельной комнате. Но у него нет друзей. Однажды во время одной из своих прогулок по городу Ричи познакомился с обычными детьми с улицы. Они играли в бейсбол, и Ричи попросился поиграть с ними. Ричи поразил их мастерством своей игры (его учителем был знаменитый спортсмен), а потом пригласил к себе в гости. Спустя некоторое время британская королева приглашает чету Ричей к себе на чай, но маленький Рич остаётся дома под предлогом того, что к нему придут друзья. Но о том, что Ричи остался дома, не знал злодей, подложивший бомбу в личный самолёт Ричей, надеясь уничтожить всё семейство. Бомбу обнаруживают и выбрасывают из самолёта уже во время полёта, но она всё равно детонирует и отрывает у самолёта хвостовую часть. Самолёт терпит крушение, и мать с отцом Ричи остаются одни в спасательной шлюпке посреди открытого моря. Ричи приходится взять на себя управление всей деловой империей.

## В ролях
- Маколей Калкин — Ричи Рич
- Джон Ларрокетт — Лоренс Ван Дог
- Эдвард Херрманн — Ричард Рич
- Кристин Эберсоул — Регина Рич
- Джонатан Хайд — Герберт Кэдбери
- Клаудиа Шиффер — тренер по фитнесу
- Майкл Макшейн — Профессор Кинбин
- Челси Росс — Фергусон
- Марианджела Пино — Диана
- Стефи Лайнбург — Глория, дочь Дианы
- Майкл Маккароне — Тони